# Fernanda Russo
Fernanda María Russo (Córdoba, 2 de octubre de 1999) es una tiradora deportiva argentina.

## Carrera deportiva
Nació en la ciudad de Córdoba pero a los pocos meses se mudó a La Rioja.
A los diez años, comenzó la práctica de tiro por influencia de su padre en el Club de Tiro La Rioja.
A los catorce años compitió en los Juegos Olímpicos de la Juventud 2014 celebrados en Nankín, China. En su primer evento, rifle de aire 10 metros individual, obtuvo 406,9 puntos y quedó en el decimotercer puesto por lo que no consiguió la clasificación a la final. Dos días más tarde, Russo y su compañero mexicano José Santos Valdés obtuvieron la medalla de plata en la competencia de Equipo Mixto Internacional de tiro, tras perder la final 2 a 10 contra el húngaro István Péni y la egipcia Hadir Mekhimar.
En los Juegos Panamericanos de 2015 fue la atleta más joven de la delegación argentina. Llegó a la ronda final en el evento de rifle de aire a 10 metros con un puntaje de 411,3 puntos. En la final, tuvo un puntaje de 204,7 y obtuvo la medalla de plata tras perder por 0,1 punto contra la mexicana Goretti Zumaya. Con este resultado, Russo clasificó a los Juegos Olímpicos de Río de Janeiro 2016.
El 6 de agosto de 2016, finalizó vigésima en la clasificación de rifle de aire a 10 metros de los Juegos Olímpicos de Río de Janeiro, con un puntaje de 414,4 puntos.
Obtuvo la medalla de bronce en los Juegos Panamericanos de 2019 en la prueba de rifle de aire a 10 metros, logrando por segunda vez la clasificación a los Juegos Olímpicos de Tokio 2020. En equipo mixto, se consagró campeona panamericana junto a Julián Gutiérrez en la misma prueba.
En los Juegos Suramericanos de 2022, se consagró campeona en la prueba de rifle de aire a 10 metros. Además, ganó la medalla de oro en dupla con Julián Gutiérrez en la prueba de rifle de aire a 10 metros en equipo mixto.
En los Juegos Panamericanos de 2023 logró la medalla de plata en tiro con rifle de aire a 10 metros y obtuvo la clasificación a los Juegos Olímpicos de París 2024.
En los Juegos Olímpicos de París 2024, finalizó en el puesto 30 de 43 participantes en la instancia de clasificación en la competencia de tiro de rifle de aire a 10 metros. En la prueba de equipos mixtos, la dupla conformada con Julián Gutiérrez finalizó en el puesto 19 en la fase de clasificación.
En abril de 2025, Fernanda obtuvo el tercer puesto en la Copa del Mundo de la ISSF que se realizó en Buenos Aires en la prueba de rifle de aire a 10 metros en equipo mixto con Julián Gutiérrez, venciendo 17-13 a los tiradores de India, Narmada Raju y Arjun Babuta.

## Premios
- Olimpia de plata (2015)[18]

- Olimpia de plata (2019)[19]

- Olimpia de plata (2022)[20]

- Olimpia de plata (2023)[21]